# Illa d'Axel Heiberg
L'illa d'Axel Heiberg (en anglès Axel Heiberg Island) és la setena illa més gran del Canadà. Forma part de les illes de la Reina Elisabet i, més concretament, de les illes Sverdrup. Pertany al territori de Nunavut.

## Geografia

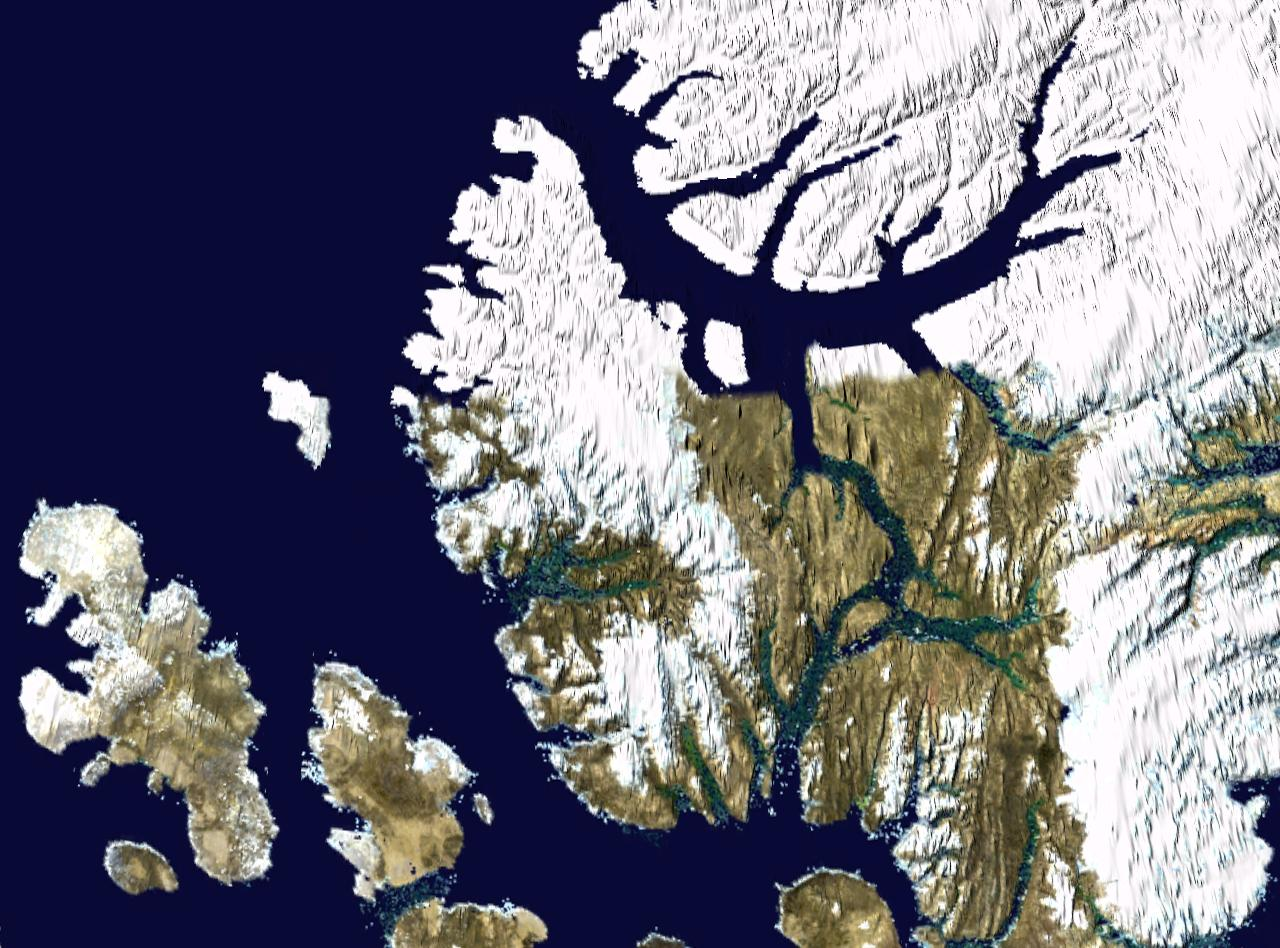
Fotomuntatge per satèl·lit de l'illa

L'illa d'Axel Heiberg està retallada per grans fiords, amb una superfície total de 43.178 km². El punt més alt és l'Outlook Peak, de 2.211 m d'altitud. El gel i les glaceres cobreixen 14.733 km² de l'àrea total.
Està separada de la veïna illa d'Ellesmere per l'estret de Nansen i l'estret d'Eureka.
És coneguda pels seus boscos fòssils inusuals, que daten del període Eocè. A causa de la manca de mineralització en molts dels exemplars forestals, la caracterització tradicional de "fossilització" falla per a aquests boscos i la "momificació" pot ser una descripció més clara. Els registres fòssils proporcionen una forta evidència que el bosc d'Axel Heiberg era un bosc de zones humides de latituds altes.
L'illa estava llavors a uns 78,6° nord, però a causa del clima càlid i humit durant aquest període estava coberta per un bosc frondós i ric en espècies. Tot i això, les condicions de creixement van haver de ser molt especials amb un període anual de foscor de 115 dies i 130 dies amb sol de mitjanit.
Les coníferes van ser les més importants, especialment Metasequoia, però també representants d'altres gèneres com Cathaya, Chamaecyparis, Ginkgo, Glyptostrobus , Larix, avet (Picea), pi (Pinus), Pseudolarix, Taiwan i tsuga (Tsuga). Dels arbres de fulla caduca hi havia, entre d'altres, aurons (Acer), verns (Alnus), bedolls (Betula), noguera (Carya), castanyer (Castanea), katusuratre (Cercidiphyllum), avellaner (Corylus), faig (Fagus), freixe (Fraxinus), Ilex , noguera (Juglans), ambratre (Liquidambar), Nyssa, Nyssidium, Platanus, noguera (Pterocarya), roure (Quercus), Rhus , salze (Salix), til·ler (Tilia) i om (Ulmus).

## Història

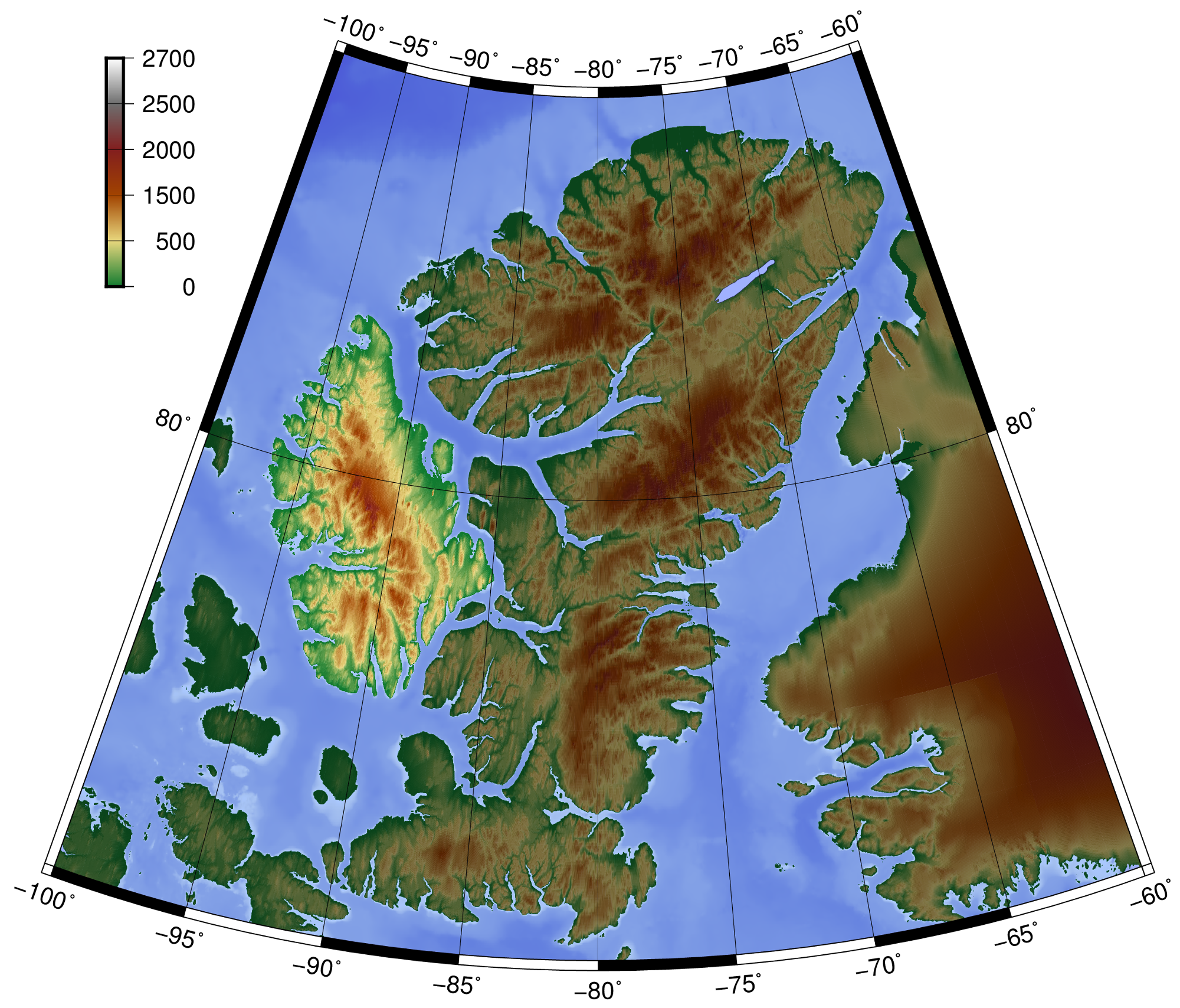
Topografia de l'illa Axel Heiberg

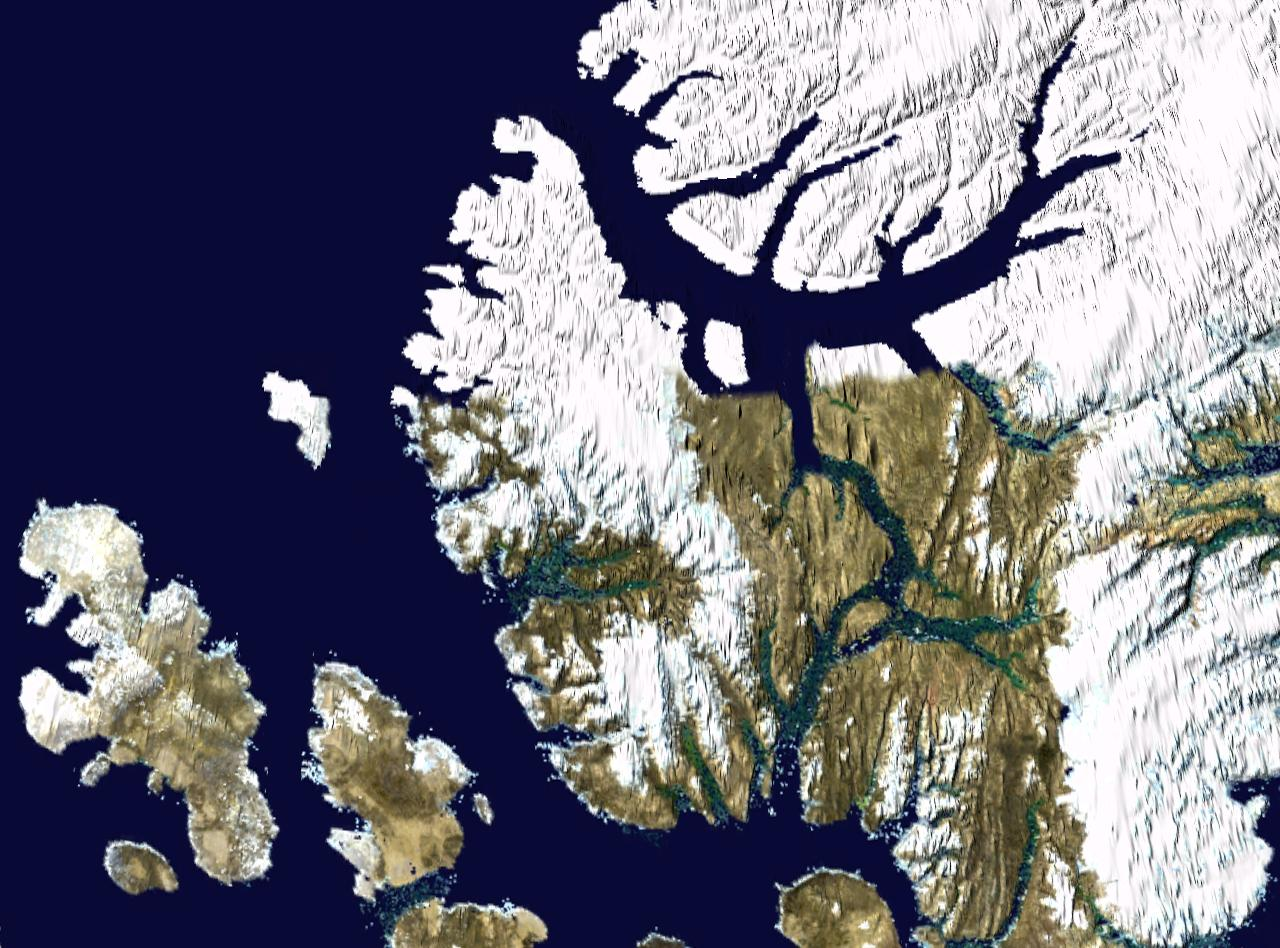
Muntatge fotogràfic per satèl·lit de l'illa Axel Heiberg

L'illa Axel Heiberg ha estat habitada en el passat pels inuit, però estava deshabitada quan Otto Sverdrup la va batejar, en explorar-la, el 1900–01. Li va posar el nom d’Axel Heiberg, director financer de la cerveseria noruega Ringnes que va patrocinar l'expedició.
Altres exploradors van visitar l'illa a principis del segle xx, període durant el qual va ser reclamada per Noruega fins al 1930. Ara forma part del Territori de Nunavut, Canadà. No va ser fins a finals de la dècada de 1940 que l'illa va ser fotografiada aèriament per l'operació Polaris de les Forces Aèries de l'Exèrcit dels Estats Units. El 1955 dos geòlegs del Servei Geologic del Canadà, NJ McMillan i Souther van travessar l'interior com a part de l'operació Franklin. Les observacions de McMillan de la glacera Bunde, al nord-oest de l'illa Axel Heiberg, són les primeres observacions glaciològiques a terra que han trobat el seu camí en una publicació científica.
L'exploració científica de l'illa va començar a la dècada del 1950. Actualment, està deshabitada, excepte una petita estació científica que funciona només durant certes èpoques de l'any. Això no obstant, encara s'hi conserven restes de poblats inuits.
El 1985, a l'illa es va descobrir un bosc petrificat de l'Eocè, datat fa 40 milions d'anys, cosa que indica que aquesta part de l'Àrtida era més càlida i humida que en l'actualitat.
El 1959, científics de la Universitat McGill van explorar el fiord de l'expedició (anteriorment Sør Fjord o South Fiord) al centre de l'illa Axel Heiberg. Això va donar lloc a l'establiment de l’Estació de Recerca de l'Àrtida McGill ((79°26′N 90°46′W), construïda a 8 km terra endins des d'Expedition Fjord el 1960. Consta d'una petita cabana de recerca, una cuina i 2 estructures temporals que poden allotjar còmodament entre 8 i 12 persones. L'estació va ser inicialment molt utilitzada durant la dècada de 1960, durant la qual hi havia una població de 20 persones. La McGill Arctic Research Station està activa de març a agost amb investigacions centrades actualment en geomorfologia polar, geologia, glaciologia, permagel, canvi climàtic i microbiologia polar. Durant els darrers 10-15 anys, ha servit com un anàleg important de Mart per a investigacions d'astrobiologia que estudien la vida i l'habitabilitat dels crioambients polars i les plataformes d'instrumentació d'exploració planetària de proves de camp.
L'estiu de 1972, una expedició de l'Associació de Muntanyes de l'Exèrcit Britànic va donar com a resultat el nomenament de la glacera Scaife, després de la mort accidental del sergent Kenneth Scaife.
Durant l'estiu de 1986, una expedició canadenca encapçalada pel doctor James Basinger es va proposar investigar un bosc fòssil molt inusual a Axel Heiberg. Les troballes d'aquestes i les posteriors expedicions s'han informat popularment des de llavors al Canadà. Fa més de 40 milions d'anys durant l'època eocena, un bosc d'arbres alts va florir a l'illa d'Axel Heiberg. Els arbres arribaven fins als 35 m d'alçada; alguns podien haver crescut durant 500 a 1.000 anys. En aquell moment, el clima polar era càlid, però els hiverns encara eren contínuament foscos durant tres mesos. A mesura que van caure els arbres, el sediment fi en què creixia el bosc va protegir les plantes. En lloc de convertir-se en fòssils de pedra petrificats, finalment van ser momificats pel clima àrtic fred i sec, i només recentment els va exposar l'erosió. Científics de l'Institut Botànic Komarov de l'Acadèmia Russa de Ciències de Sant Petersburg van proporcionar uns quants grams de fusta de conífera Metasequoia del lloc als investigadors de genètica de la Universitat Nacional d'Altai, que van comparar les seqüències d'ADN de la fusta antiga amb l'ADN de la fusta moderna i va trobar que eren gairebé idèntiques. Els científics de l'Institut Komarov també van descobrir molècules d'ADN de doble cadena a les fulles fòssils de Metasequoia de l'illa Axel Heiberg.
Fins a l'any 1999, la preservació d'aquest lloc únic era una preocupació, ja que la fusta fòssil es va danyar i erosionar fàcilment un cop exposada. Hi havia preocupacions que els turistes dels creuers de l'Àrtida prenguessin fusta i que el lloc era alterat per helicòpters militars canadencs d'una base propera, i fins i tot pels mateixos científics en els seus estudis. Es va demanar més protecció per a la zona. Actualment, no té oficialitat, en part perquè s'havien de resoldre les reclamacions de terres. Però ara Nunavut està buscant la millor manera de protegir el bosc fòssil, possiblement mitjançant la creació d'un parc territorial que es dirà Napaaqtulik, on hi ha arbres.
A l'illa s'han descobert interessants fòssils d'animals, inclòs un exemplar d'una antiga tortuga Aurorachelys notablement conservat i, identificat el 2016, l'húmer d'un ocell Tingmiatornis.

## Glaciació
La Glacera Blanca és una glacera de la vall que ocupa 38,7 km a la zona de l'Expedition Fiord de l'illa Axel Heiberg (79°30′N 090°50′O). S'estén en altitud de 56 a 1.782 m sobre el nivell del mar, un rang que, tal com va assenyalar Dyurgerov (2002), només és superat pel Devon Ice Cap a la llista mundial de glaceres amb balanç de massa mesurat. El gruix del gel arriba o supera els 400 m. La seva màxima extensió en la història recent, marcant l'avenç de la glacera com a resposta al refredament de la Petita Edat de Gel, es va assolir no abans de finals del segle XVIII, i més probablement a principis del segle xx. Hi ha proves que la retirada del terme, anteriorment a uns 5 m per any, s'està desaccelerant (Cogley et al. 1996; Cogley i Adams 2000). La Glacera Blanca ha estat objecte de molts articles a la literatura glaciològica des de 1960, p. Müller (1962) va ser la font d'un diagrama ja clàssic que elaborava i il·lustrava el concepte de fàcies de glacera.

## Població
L'illa està deshabitada a excepció de l’estació estacional de recerca de l'Àrtida McGill operada per la Universitat McGill.

## Elst Hammer Spring
The Lost Hammer Spring, situada a la regió centre-oest de l'illa (79°07′N 090°21′W) és la més freda i salada de totes les fonts àrtiques descrites fins ara. Es caracteritza per una descàrrega hipersalina perenne (24%) a temperatures sota zero (~-5 °C) que flueix a la superfície a través d'una estructura de toba salada buida de 2 m d'alçada. Les emissions contínues de gasos de la font indiquen una font de metà termogènica subjacent. Sobre la base d'aquestes propietats, aquesta primavera es considera un important lloc anàleg d'astrobiologia per als possibles hàbitats presents actualment a Mart i a les fredes llunes Europa i Encèlade.
En aquest lloc s'han trobat microbis que no depenen de material orgànic o oxigen, sinó només de compostos inorgànics simples. Aquests compostos inorgànics estan presents a Mart.

## Vistes de l'illa
- Glacier Fiord, illa Axel Heiberg. 6 de juny de 1975.
- Vista des de Wolf Mountain sobre Expedition Valley cap al sud de l'illa Axel Heiberg. 24 de juny de 1975.
- Afloraments a l'illa Axel Heiberg. 2 de juliol de 2012.
- Illa Axel Heiberg, Expedition Valley amb la glacera White (esquerra) i glacera Thompson (dreta). 3 de juliol de 1988
- Front de l'avanç de la glacera White, illa Axel Heiberg, 23 de juny de 1975. El front de glacera escarpat amb cascades és causat pel gel fred de la glacera, el penya-segat de gel mostra morrenes de cisalla amb restes, part de la coneguda glacera Thompson amb la seva empenta morrena a la dreta. Primer pla: coberta vegetal de Saxifraga.
- La morrena activa de la glacera Thompson el juliol de 1988
- Illa Axel Heiberg.
- Roques de basalt.
- Soca d'arbre momificat.
- Un avió de subministrament a l'illa.